# Abbazia di Santa Maria in Silvis
L'abbazia di Santa Maria in Silvis (o, meno correttamente, Sylvis) è un ex monastero localizzato nel centro di Sesto al Reghena, in provincia di Pordenone.

## Storia
Fondata nel 730-735 da tre fratelli longobardi, Erfo, Anto e Marco, figli del duca Pietro del Friuli e Piltrude di Cividale, appartenne dal 762 ai monaci benedettini provenienti dall'Abbazia di Nonantola. Nonostante la caduta del regno longobardo nel 774 e la ribellione avvenuta nel ducato del Friuli nel 776 duramente repressa dai Franchi, l'abbazia mantenne ed accrebbe la sua importanza anche in seguito, perché Carlo Magno, in veste di re dei Longobardi, nel 781 concesse all'abate Beato un diploma di conferma di tutte le proprietà già accumulate in precedenza e vi aggiunse anche l'esenzione da ogni ingerenza politica, giurisdizionale o fiscale da parte delle autorità laiche.
Nell'899 gli ungari la rovinarono, ma l'abbazia risorse nel X secolo e venne fortificata. Nel 967 l'imperatore Ottone I donò l'abbazia a Rodoaldo, patriarca di Aquileia. Negli anni seguenti la crescita economica dell'abbazia garantì agiatezza e floridità ai monaci ed agli abati, tanto che furono commissionate opere architettoniche, pittoriche e scultoree rivolte ai migliori artisti operanti nell'area veneto-friulana. Anche la fama e la potenza dell'abate di Sesto crebbero in proporzione, acquistando sempre maggiore prestigio nell'ambito del patriarcato di Aquileia; nel 1182 un abate, Goffredo, divenne patriarca.
Dal 1441 al 1786 l'abbazia divenne commenda; il primo abate commendatario fu il cardinale Pietro Barbo, che successivamente divenne papa con il nome di Paolo II, e anche nei successivi secoli il titolo appartenne molto spesso a nobili famiglie veneziane. Nel 1818 la giurisdizione religiosa tornò alla diocesi di Concordia e, infine, il titolo abbaziale fu ristabilito nel 1921 e assegnato al parroco pro tempore, appartenente al clero secolare.

## Descrizione

### Cinta muraria e torre d'ingresso
Anche se nei primi secoli l'abbazia forse non possedeva un sistema di difesa, una prima cinta muraria fu sicuramente realizzata a partire dal X secolo, dopo le devastazioni operate dagli ungari. Nel 1431 vi erano ben sette torri di difesa, come rappresentato nel sigillo di Tommaso de' Savioli, ultimo abate residenziale. Ora ne rimane una sola, che funge anche da ingresso al complesso; in origine era dotata di un ponte levatoio. La torre fu restaurata dagli abati commendatari Giovanni Michiel e Domenico Grimani, che la trasformarono come oggi la vediamo; nel Settecento venne realizzato il ponte in pietra in sostituzione di quello levatoio.
La facciata è dominata da un affresco rappresentante un leone di San Marco, risalente alla fine del Quattrocento; appena sotto è posto un bassorilievo con lo stemma del cardinale Grimani con la data del 1521; a sinistra vi è l'affresco dove è ripetuto lo stemma Grimani, mentre a destra si trova l'affresco di uno stemma con croce, di cui si ignora il proprietario.
Più sotto si può vedere dipinta un'allegoria del buon governo veneziano e della famiglia Grimani, che controllava con i suoi membri sia l'abbazia di Sesto che il Patriarcato di Aquileia. Anche se mancano le prove documentarie, l'autore di queste opere è ritenuto Giovanni Battista Grassi, uno dei maggiori rappresentanti del manierismo maturo in Friuli.

### Campanile
Oltrepassata la torre di ingresso si accede all'ampio cortile, recentemente pavimentato, sul quale si affacciano tutti gli edifici principali del complesso abbaziale.

Proprio di fronte all'ingresso è posto il campanile, alto 33,60 m con base quadrata di 7,70 m e costruito totalmente in mattoni. Fu realizzato probabilmente tra l'XI ed il XII secolo ed è simile ad altre torri contemporanee presenti in area lagunare, con lesene verticali e rare aperture lungo i fianchi. Il paramento è abbellito da alte arcate a doppia ghiera, tre per lato, di uguale altezza su tutti i lati, tranne che sul lato sud, dove l'arcata centrale è stata ribassata in un secondo tempo per posizionare l'orologio che compare per la prima volta in una stampa di fine settecento. L'attuale orologio è stato sistemato dopo i lavori di restauro del 1914.

### Portale rinascimentale
A fianco della torre campanaria si trova un portale di origine rinascimentale con arco a tutto sesto sostenuto da pilastri. Il tutto è reso più aggraziato da lesene, che reggono una trabeazione con mensole aggettanti che ricopia la cornice a dentelli del palazzo abbaziale.
L'opera fu probabilmente realizzata in concomitanza con i lavori eseguiti sulla torre d'ingresso promossi dagli abati Giovanni Michiel e Domenico Grimani, cioè verso la fine del XV e l'inizio del XVI secolo. Il portale permette l'accesso ad un parco, dove forse un tempo si trovava il convento.

### Palazzo dellaCancelleria
L'edificio è posto ad ovest, in prossimità del campanile; è fatto in mattoni ed ha una pianta
rettangolare di circa 25,5 x 10 m con un'altezza di circa 9 m. Si ritiene che la struttura risalga al periodo tra la fine del XII e l'inizio del XIII secolo, anche se è stato pesantemente ristrutturato e modificato nei secoli. La sua utilizzazione primitiva è ignota, anche se l'opinione prevalente è che fosse la sede della autorità civile, posta di fronte all'antica residenza abbaziale, sede dell'autorità religiosa.

### Antica residenza abbaziale
Sulla facciata sono presenti quattro stemmi di alcuni abati commendatari del XVII e XVIII secolo. A partire dalla sinistra in alto abbiamo quelli di Giovanni Alberto Badoer, di Carlo Pio di Savoia-Carpi, di Girolamo Colonna di Sciarra e di Giovanni Cornaro.
Il palazzo è ora utilizzato come sede comunale.

### Attuale residenza abbaziale
L'attuale residenza abbaziale è posta verso il margine sud-orientale della abbazia, dove si trovava 
una delle torri di difesa, in parte conglobata nell'edificio. L'edificio che si vede ora è il risultato dei lavori di ristrutturazione avvenuti nella prima metà del Settecento.

### Chiesa
Il primo restauro della Chiesa fu condotto nel primo decennio del 1900 dall'architetto veneziano Giuseppe Torres.

#### Loggia e portico d'ingresso

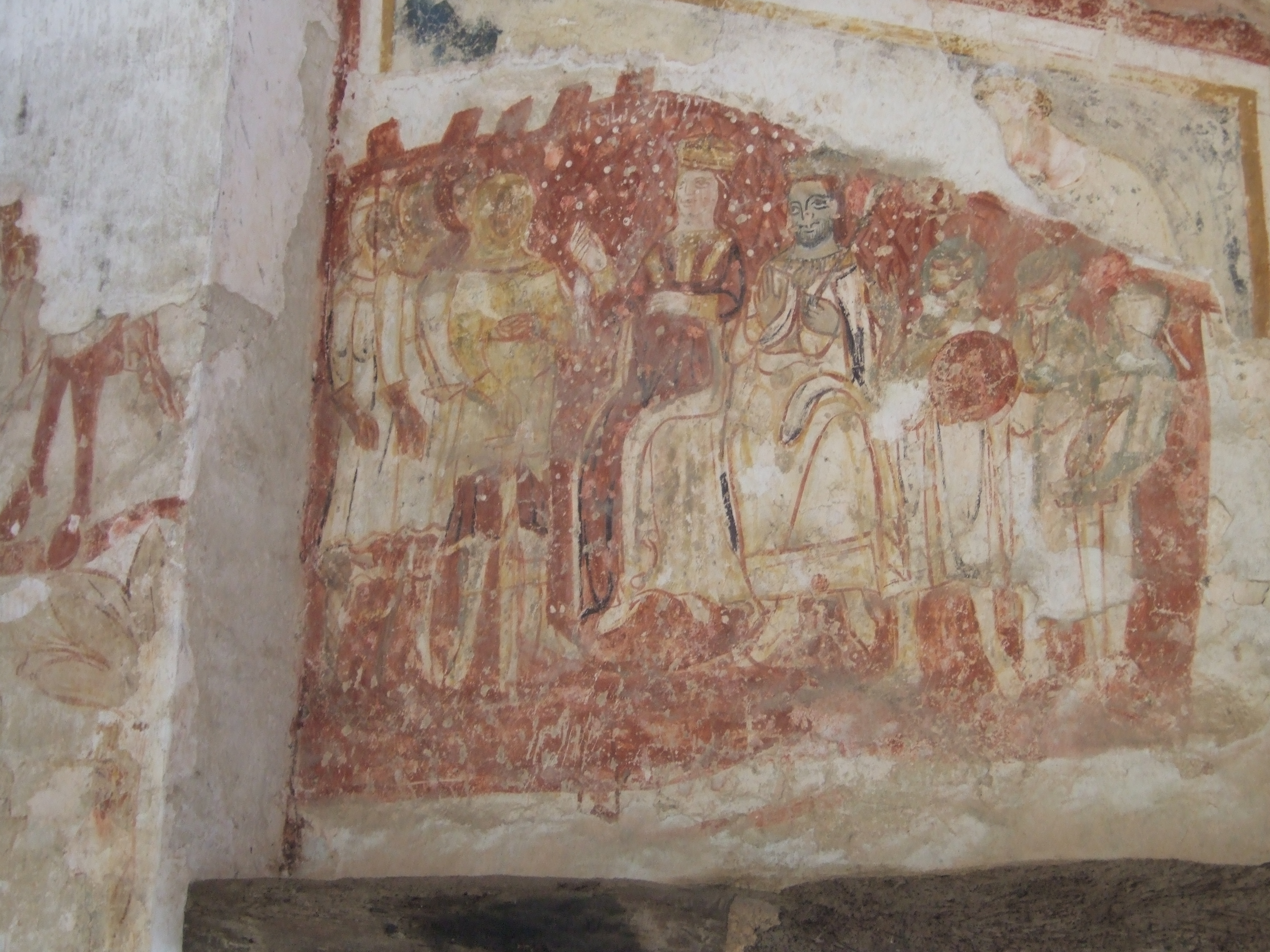
Carlo Magno seduto tra i suoi vassalli - Parete sud della loggia

#### Vestibolo
Attraversato il portale si accede al vestibolo della chiesa.
È una sala di circa 5,10 x 10,30 m e ricoperta da un potente soffitto ligneo, che risale al periodo 
dell'abate commendatario Pietro Barbo (il futuro papa Paolo II), come è attestato dalla presenza del suo stemma in vari punti del soffitto.
Il vestibolo è caratterizzato dalla presenza dei due cicli di affreschi del Paradiso (parete meridionale) e dell'Inferno (parete settentrionale), opere della attività tarda del pittore toscano Antonio da Firenze, coadiuvato dalla sua bottega di cui faceva parte anche il giovane Pellegrino da San Daniele.

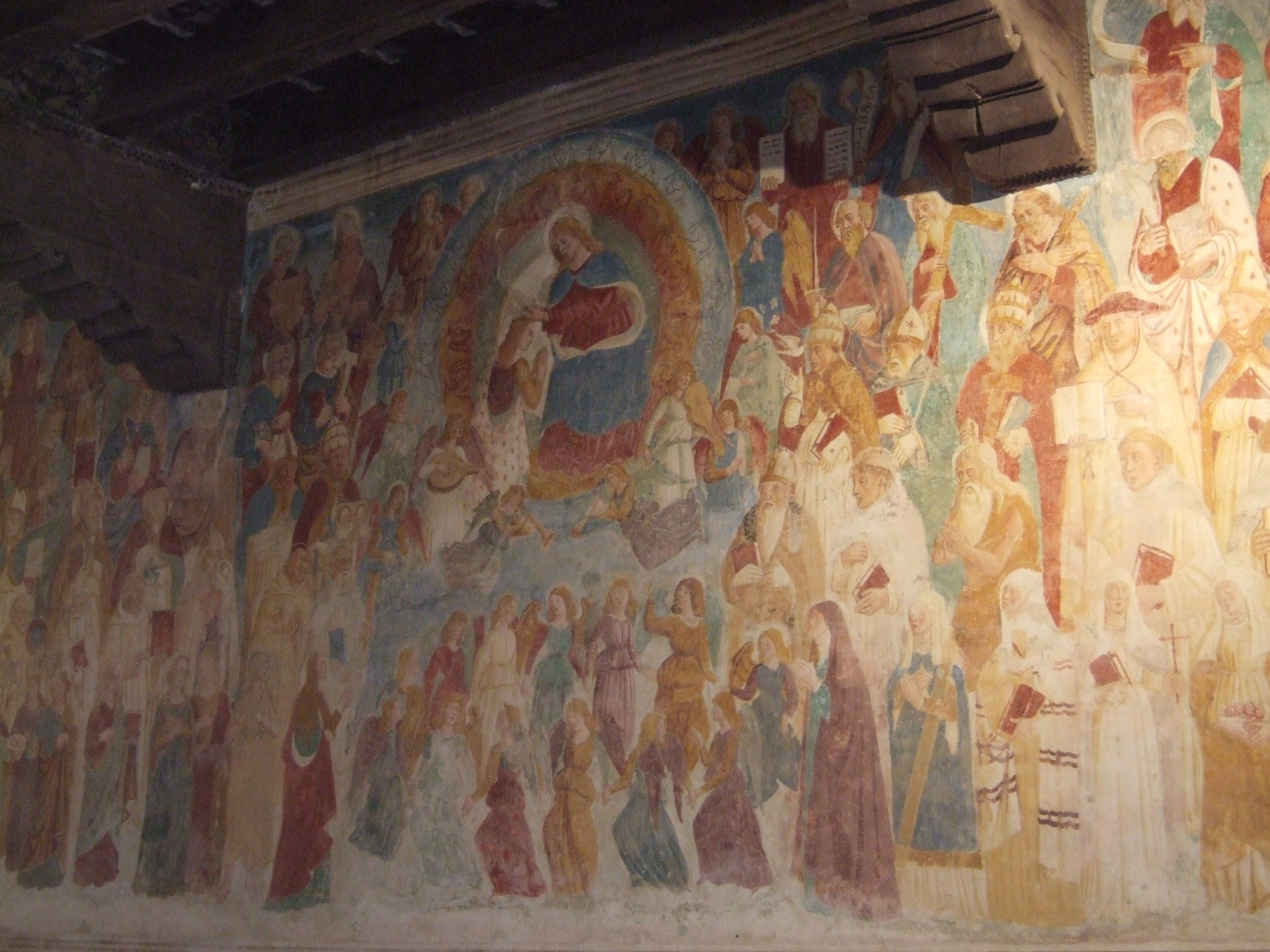
Il Paradiso con l'incoronazione della Madonna

#### Atrio

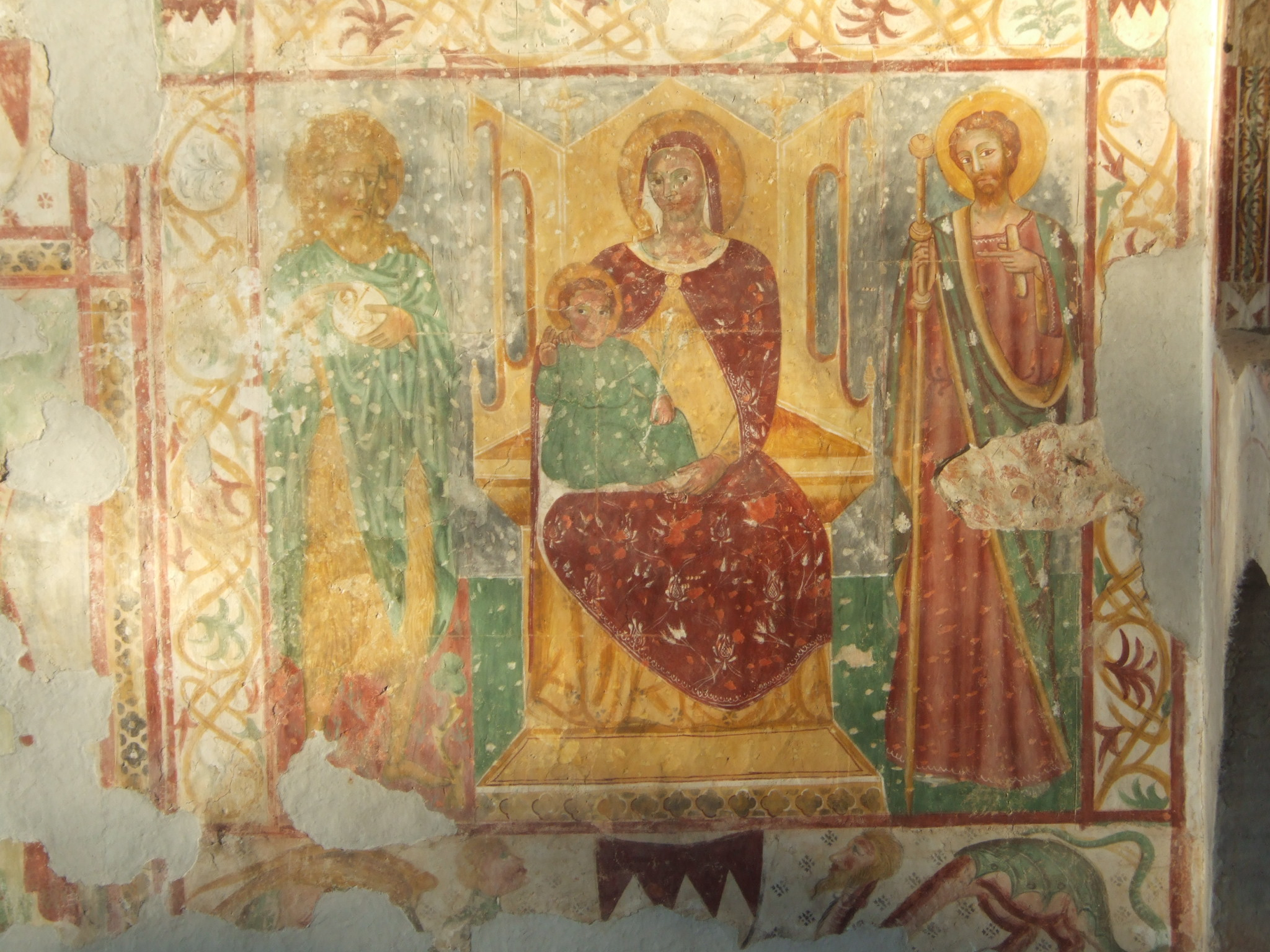

#### Organo a canne
Posto in una nicchia a lato del presbiterio, è stato costruito nel 2000 da Francesco Zanin con parziale riutilizzo del precedente strumento della medesima ditta risalente al 1957. È composto di due tastiere di 58 note e pedaliera parallela e concava di 30 note, 26 registri e 1490 canne. La trasmissione è integralmente meccanica. L'organista titolare è il M. Marco Baradello.

#### Cripta
Sotto la parte absidiale si estende la cripta, ristrutturata tra il 1907 ed il 1914, quando vennero avviati i grandi lavori di restauro.
La cripta è caratterizzata da alcune piccole campate, coperte da volte a crociera, sostenute da venti colonne, alcune delle quali poggiano su elementi antichi; mentre tutti i capitelli sono rifatti. Lungo i muri perimetrali si trovano dei sedili con cornici a dentelli, in parte originali.
Al centro della cripta è posta l'Urna di Sant'Anastasia. È costituita da un unico blocco di marmo di origine greca. La parte superiore, che funge da copertura per l'intera urna, è suddivisa in tre aree: al centro è presente una croce fiorita dentro un tondo con decorazione a spina di pesce, mentre nelle altre due sono presenti coppie di archi lavorati a tortiglione. Le facce laterali
più grandi sono costituite da dieci riquadri dove sono presenti croci fiorite, rosette, fiori ed archi. Le due facce più brevi hanno un tondo che racchiude una croce.
Secondo studi recenti, l'urna è stata realizzata da maestranze cividalesi e dovrebbe risalire all'VIII secolo; la grande accuratezza realizzativa indica una committenza di alto livello e si riallaccia, quindi, alla origine della stessa abbazia.

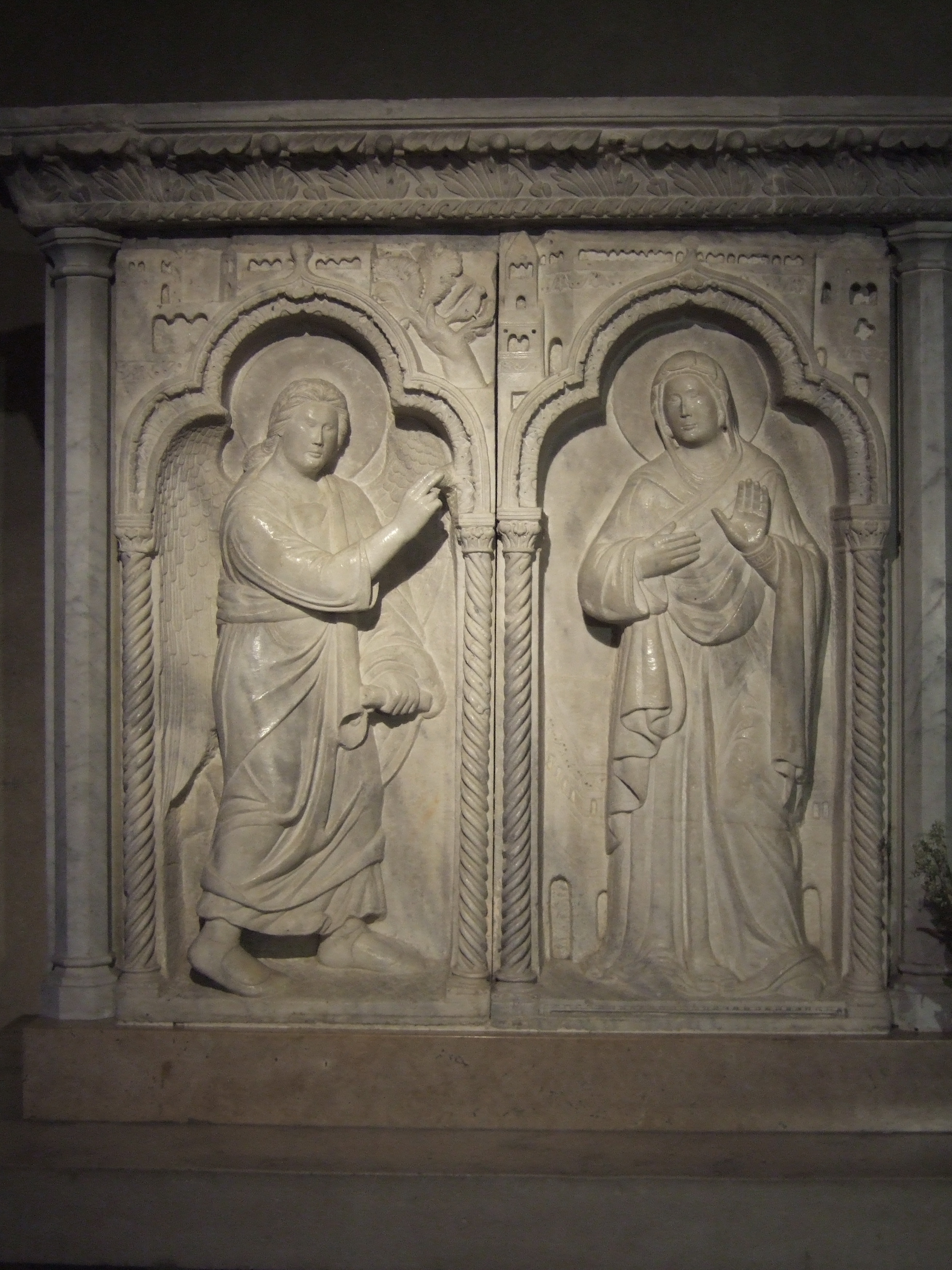
Annunciazione

La cripta è completata da due absidi laterali dove sopra i rispettivi altari sono poste una Annunciazione in marmo ed una Pietà.

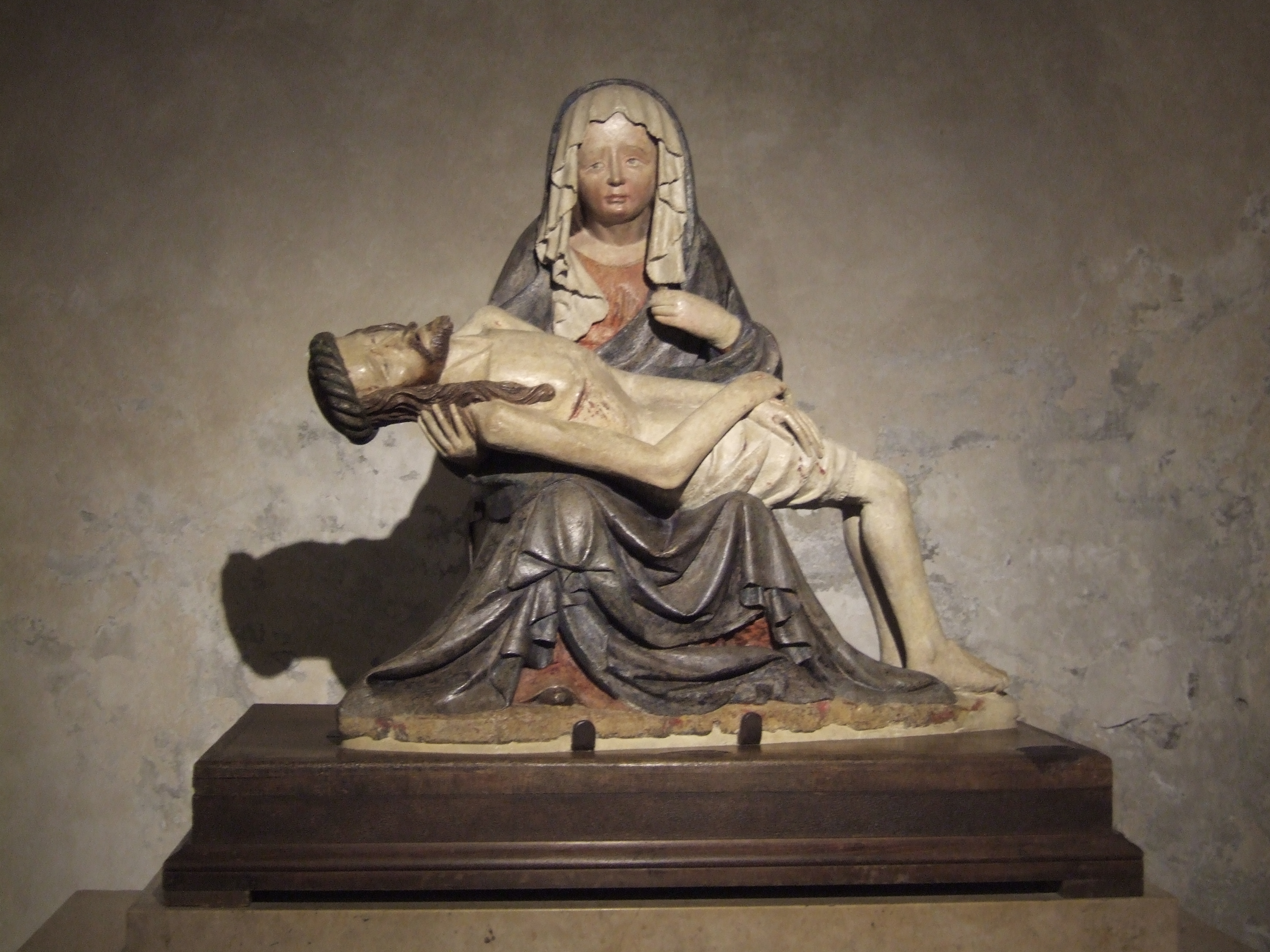
Pietà

L'Annunciazione risente ancora di tradizioni tipicamente bizantine, presenti ancora in area veneziana alla fine del Duecento ed inizio del Trecento. L'opera è costituita da due distinte lastre in marmo d'Aurisina, unite fra loro da una cornice anch'essa in marmo; si è ipotizzato che in precedenza facessero parte di un altare o comunque di una struttura posta in posizione principale e successivamente smembrata. L'Annunciazione è l'unica presenza di pale marmoree del periodo '200-'300, mentre si hanno riscontri archeologici (alcune cuspidi ed altri frammenti marmorei relativi a colonnine tortili e
cornici scolpite con fogliame) fanno presumere l'esistenza nel presbiterio di un polittico marmoreo di stile gotico, risalente alla prima metà del XIV secolo.
La Pietà (nota anche come Vesperbild), opera di origine austriaca e risalente agli inizi del XV secolo, appartiene ad una serie di manufatti presenti in regione ed anche in altre aree dell'Adriatico settentrionale che segnalano la diffusione del tema della pietà cristiana.

### Antica chiesa triabsidata
Dietro la primitiva residenza abbaziale e a fianco della chiesa è stata eseguita una serie di campagne di scavo che hanno portato alla luce le fondamenta della chiesa antecedente quella attuale. Il suo perimetro è attualmente evidenziato con pietre. La chiesa era formata da un'unica navata, che terminava con un'abside rivolta verso oriente; sia a destra che a sinistra erano poste due cappelle a pianta quadrata anch'esse dotate di abside. 
All'esterno vi era un quadriportico, che viene generalmente interpretato come segnale di passaggio di un gruppo di religiosi dalla vita eremitica alla regola monastica.

## Cronotassi degli abati

### Abati residenziali
- Silvestro 762
- Albino 775
- Beato 778
- Pietro 807
- Lupo 830
- Adalberto I 888
- Adalberto II 960
- Eroldo 1005
- Benedetto 1027
- Ingone 1080
- Woldarico 1134
- Rodolfo 1142
- Giovanni 1154
- Martino 1168
- Goffredo 1176
- Manfredo 1182
- Corrado 1213
- Stefano 1220
- Ermanno 1246
- Pietro 1251
- Adalberto III 1253
- Graziadio 1273
- Ermanno della Frattina 1289
- Ludovico della Frattina 1325
- Guglielmo 1348
- Michele da Neuro 1349
- Federico di Attimis 1383
- Tommaso de' Savioli 1431

### Abati commendatari
- cardinale Pietro Barbo (1441-1464), poi papa Paolo II
- cardinale Giovanni Michiel (1465-?), nipote di papa Paolo II
- cardinale Domenico Grimani (1503-1523) (patriarca di Aquileia dal 1498)
- Giovanni Grimani (1523-1582) (patriarca di Aquileia dal 1547)
- Antonio Grimani (1593-1628) (patriarca di Aquileia dal 1622)
- Silvestro Marcantonio Morosini (1628-1636) (vescovo di Treviso dal 1633)
- Marino Zorzi (1639-?)
- cardinale Carlo Pio di Savoia-Carpi (1658-?)
- cardinale Giambattista Rubini (1689-1707) (cardinale dal 1690)
- cardinale Giovanni Alberto Badoer (1707-1714)
- cardinale Gianfrancesco Barbarigo (1714-?)
- Giusto Fontanini (1717-1736) (arcivescovo titolare di Ancira)
- cardinale Girolamo Colonna di Sciarra (1736-1763)
- cardinale Giovanni Cornaro (1768-1786)